# Tamopsis
Tamopsis là một chi nhện trong họ Hersiliidae.